# Zentralstadion (Wolgograd)
Das Zentralstadion (russisch Центральный стадион) war ein Fußballstadion in der russischen Stadt Wolgograd. Es bot Platz für 32.120 Zuschauer und diente dem Verein Rotor Wolgograd als Heimstätte. Auf dem Baugrund entstand die Wolgograd-Arena für die Fußball-Weltmeisterschaft 2018. Rotor Wolgograd wich in der Zwischenzeit in das Zentralstadion von Wolschski aus.

## Geschichte

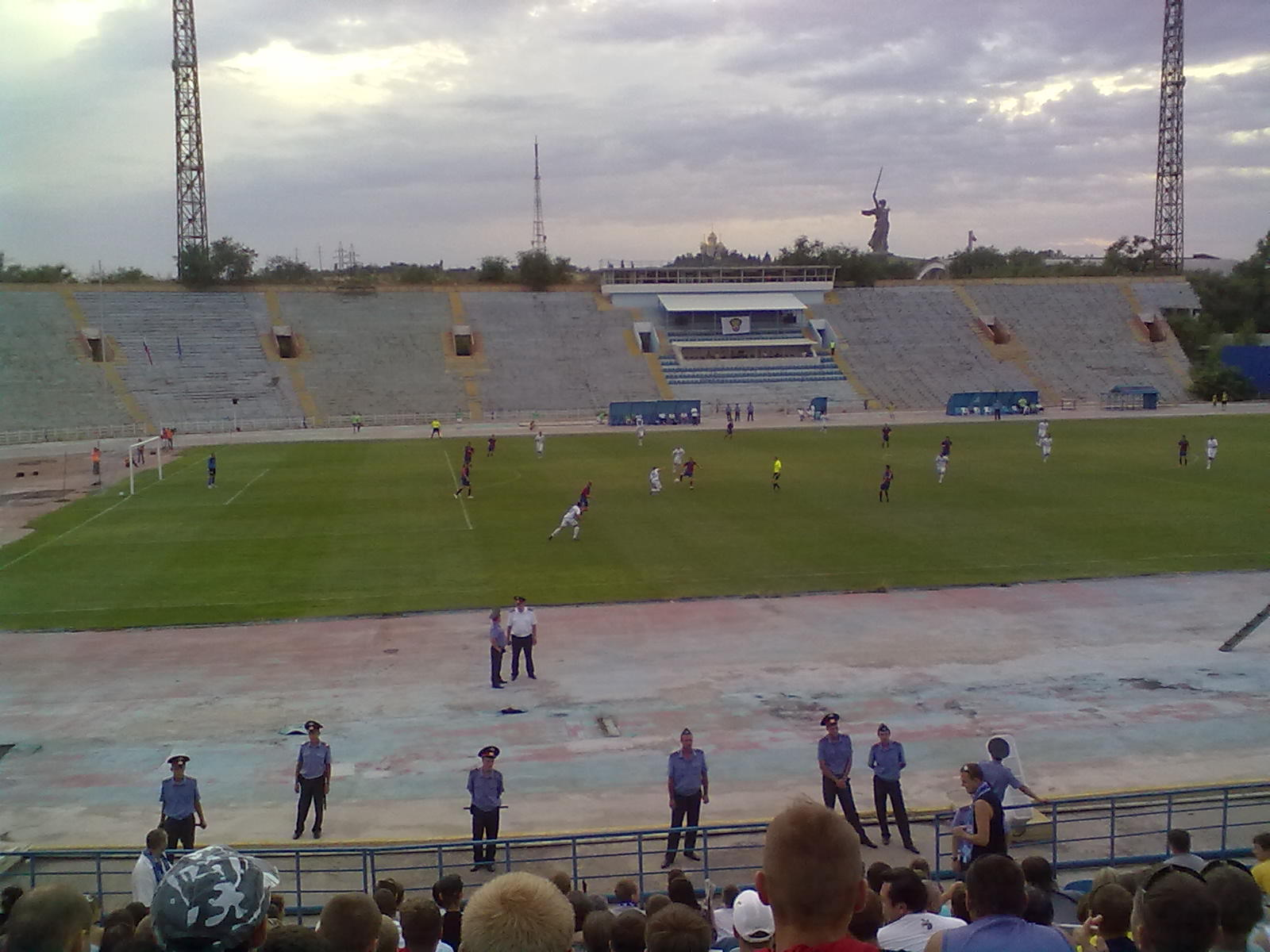
Bild des Zentralstadions Wolgograd im Jahr 2011

Das Zentralstadion in der russischen Stadt Wolgograd, ehemals Stalingrad, im Süden Russlands gelegen, wurde im Jahre 1964 erbaut. Damals war Traktor Wolgograd, wie der mittlerweile in Rotor Wolgograd umbenannte Nutzerverein des Stadions damals hieß, einer der besten Vereine der Sowjetunion, die nicht aus Moskau kamen. Doch diese erfolgreiche Zeit ging ohne Titel zu Ende. Erst im Jahre 1991 gelang Rotor die Meisterschaft der zweiten Liga der Sowjetunion, wobei dieser Titel der erste in der Vereinsgeschichte von Rotor war. Doch nur kurze Zeit später folgte der Wiederabstieg in die zweithöchste Liga, in der sich der Verein noch heute befindet, nachdem man zwischenzeitlich sogar nur drittklassig spielte. Auch die russische Fußballnationalmannschaft bestritt bereits ein Spiel in diesem Stadion. In einem Qualifikationsspiel für die Europameisterschaft 2004 in Portugal, wo Russland in der Vorrunde scheiterte, wurde Albanien mit 4:1 besiegt. 
Das Zentralstadion in Wolgograd wurde auch zu anderen Zwecken als dem Fußballsport genutzt. So gab die englische Rockgruppe Deep Purple hier schon ein Konzert. Auch schon in diesem Stadion war der ehemalige kubanische Diktator Fidel Castro, und zwar bei einem Staatsbesuch in der Sowjetunion im Jahre 1963.

## Neubau
Wolgograd war als Spielort der Fußball-Weltmeisterschaft 2018 vorgesehen. Da das Zentralstadion den Anforderungen einer Weltmeisterschaft nicht genügte, wurde ein Neubau errichtet. Geplant war eine Kapazität von 45.000 Zuschauern. Am 15. Oktober 2014 begann der Abriss der alten Anlage. Die Arbeiten sollten bis zum Jahresende abgeschlossen sein, damit der Bau der Arena Pobeda starten konnte. Die Gesamtkosten für Abriss und Neubau sollten sich auf 330 Mio. Euro belaufen.
Im März 2018 wurde die Wolgograd-Arena mit 45.568 Plätzen eröffnet.